# Jessica Jung
Jessica Jung (hangul: 제시카 정), mer känd under artistnamnet Jessica, född 18 april 1989 i San Francisco, är en amerikansk-sydkoreansk sångerska, låtskrivare, skådespelare, modell, modedesigner och affärskvinna.
Hon var tidigare medlem i den sydkoreanska tjejgruppen Girls' Generation från gruppens debut 2007 till att hon lämnade 2014. Jessica släppte sitt solo-debutalbum With Love, J den 17 maj 2016. Som skådespelare har hon medverkat i både film och TV-draman. Hennes första större roll var 2012 i TV-serien Wild Romance på KBS. Hon har även spelat in ett par OST till olika dramaserier.

## Diskografi

### Album
| Albuminformation                                 | Topplacering          | Topplacering   |
| Albuminformation                                 | Sydkorea (Gaon Chart) | Japan (Oricon) |
| ------------------------------------------------ | --------------------- | -------------- |
| With Love, J (EP-skiva) - Släppt: 17 maj 2016    | 1                     | 34             |
| Wonderland (EP-skiva) - Släppt: 10 december 2016 | 1                     | 85             |

### Singlar
| År   | Titel                     | Topplacering          | Topplacering   |
| År   | Titel                     | Sydkorea (Gaon Chart) | Japan (Oricon) |
| ---- | ------------------------- | --------------------- | -------------- |
| 2010 | "Sweet Delight"           | 48                    | —              |
| 2012 | "My Lifestyle" (med Dok2) | 34                    | —              |
| 2016 | "Fly" (med Fabolous)      | 4                     | —              |
| 2016 | "Love Me the Same"        | —                     | —              |
| 2016 | "Wonderland"              | —                     | —              |
| 2017 | "Because It's Spring"     | —                     | —              |

### Soundtrack
| År   | Titel                           | Topplacering          | Drama                 |
| År   | Titel                           | Sydkorea (Gaon Chart) | Drama                 |
| ---- | ------------------------------- | --------------------- | --------------------- |
| 2011 | "Because Tears are Overflowing" | 20                    | Romance Town          |
| 2012 | "How" (med Kim Jin-pyo)         | 12                    | Wild Romance          |
| 2012 | "Butterfly" (med Krystal)       | 22                    | To the Beautiful You  |
| 2012 | "Heart Road"                    | 57                    | The King's Dream      |
| 2013 | "The One Like You"              | 37                    | Dating Agency: Cyrano |

## Filmografi

### Film
| År   | Titel                          | Roll      |
| ---- | ------------------------------ | --------- |
| 2016 | I Love That Crazy Little Thing | Qian Qian |
| 2017 | Two Bellmen Three              | Mi-na Kim |
| 2017 | My Other Home                  | Yang Chen |

### TV-drama
| År   | Titel                      | Kanal | Roll          |
| ---- | -------------------------- | ----- | ------------- |
| 2008 | Unstoppable Marriage       | KBS2  | Cameoroll     |
| 2009 | Tae-hee, Hye-kyo, Ji-hyun! | MBC   | Cameoroll     |
| 2010 | Oh! My Lady                | SBS   | Cameoroll     |
| 2012 | Wild Romance               | KBS2  | Kang Jong-hee |